# Carl Pantin
Carl Frederick Abel Pantin FRS (30 de março de 1899 — 14 de janeiro de 1967) foi um zoólogo britânico.
Estudou na Tonbridge School e no Christ’s College (Cambridge).
Foi eleito membro da Royal Society em 1937, laureado com a Medalha Real de 1950. Recebeu com Richard Eric Holttum a Medalha Linneana em 1964. Foi professor de zoologia da Universidade de Cambridge, de 1959 a 1966.